# Судзуки, Сатоми
Сатоми Судзуки (яп. 鈴木 聡美 Судзуки Сатоми, род. 29 января 1991 года в посёлке Онга префектуры Фукуока) — японская пловчиха, трёхкратный призёр Олимпийских игр 2012 года, многократная чемпионка Азиатских игр. Специализируется в плавании брассом на дистанциях 50, 100 и 200 метров
Она выступала на чемпионате мира 2013 года, но не достигла успехов в финале.